# Чугайстер
Чуга́йстер (укр. чугайстер, чугайстир(ь)), лесной человек (лісова людина), лесной дед (лісовий дід) — лесной мифологический персонаж Украинских Карпат, неизвестный прочим славянам.
Его представляли как бродящего по лесу голого и обросшего волосами или носящего белую одежду гигантского деда, иногда одноногого, которому никто и ничто не способно навредить. Иногда чугайстра воображали в виде ветра или вихря. Считалось, что у него весёлый нрав и он любит танцевать и петь. Считалось, что чугайстер охотится на опасных для людей женских духов — мавок — и поедает их.
Для человека же, по большинству представлений, чугайстер не опасен. Он любит посидеть у людского костра и пожарить на нём пойманную мавку. Иногда чугайстер увлекает людей в неистовый танец, который не выдерживает обувь. Чугайстер занял своё место и в художественных произведениях на основе украинского фольклора.

## Распространение мифа и история исследований

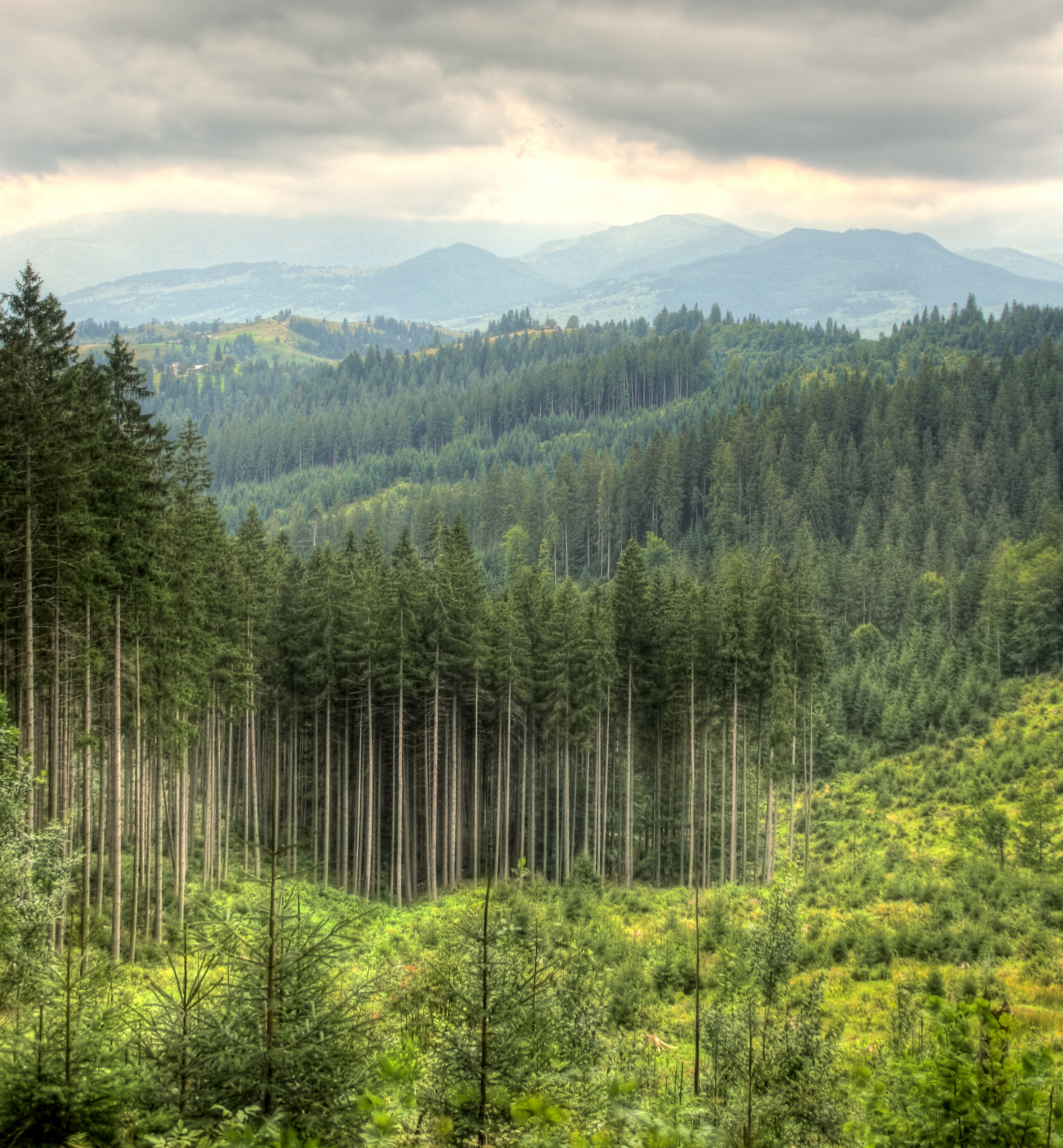
Яблунецкий перевал, Ивано-Франковская область

Представления о чугайстре встречаются только в Украинских Карпатах. Наиболее распространены они были, по-видимому, на Гуцульщине. В исторических памятниках слово чугайстер не встречается. Б. В. Кобылянский предполагал, что мифологический персонаж и его название возникли непосредственно в украинских диалектах Карпат в связи с появлением лесных пустынников из молдавско-буковинских монастырей в XVII—XVIII веках.
Записей фольклора и научных публикаций про чугайстра не много. В начале XX века появились записи В. И. Шухевича в его «Гуцульщине» (Львов, 1899—1908) и А. И. Онищука в работе «Матеріали до гуцульскої демонології» (Львов, 1909) и заметка В. М. Гнатюка в работе «Останки передхристіянського релігійного світогляду наших предків» (Львов, 1912), затем пара сообщений была опубликована И. А. Панкевичем в книге «Українські говори Підкарпатської Русі і суміжних областей» (Прага, 1938). Ещё несколько записей было опубликовано начиная со второй половины 1980-х годов, в том числе С. Г. Пушиком в статье «Чугайстер: міфічний персонаж народної поезії Карпат» (Киев, 1994). Стоит отметить обобщающую заметку о чугайстре в словаре «Гуцульська міфологія. Етнолінгвістичний словник» (Львов, 2002) Н. В. Хобзей. Этимологию мифонима рассмотрел М. А. Ююкин (2018).

## Наименования
Среди вариантов названия: укр. чугайстер, чугайстир, чугайстирь, чугайстрин, очугайстер, чугай, лісовий чоловік, лісовий дід и просто дід (Бойковщина), ночник (Закарпатье), гай (Раховщина), дідько. Использование таких названий как дід, вероятно, связано с табуированием произнесения имён демонов у славян. Ряд авторов дают написание названия персонажа с заглавной буквы, рассматривая его как индивидуума.
Надёжная этимология названия отсутствует. М. А. Ююкин рассматривает слово как сложение. Первая часть, по его мнению, это повелительное наклонение праслав. *čugati в его исходном значении ‘виднеться, торчать, выдаваться’, сохранившемся в западноукраинских диалектах (сравни полесское чуга ‘гора без растительности’, гуцульское чуга ‘вышка (топографический знак)’) и указывающем на одну из основных черт персонажа — его гигантский рост. Вторая часть — это усечённое праслав. *stryjь, диал. укр. стрий ‘дядя по отцу’ — типичное для славянских языков табуистическое наименование. Подобная конструкция хорошо известна в славянской ономастике, сравни Дажьбог, Покатигорошек, Звенигород, и указывает на древность слова.
Ранее исследователи предполагали, без привязывания к образу персонажа, связь с праслав. *čuga ‘засада, стража’, чуги — сторожевые казацкие башни, чу́га — карпатская национальная верхняя одежда, чугило — естественная проточина в камне, чу́га — ‘пугало’, ‘трус’ (в говоре села Негостина). Происхождение же второй части (а)йстир при этом в основном оставалось не объяснённым, хотя ряд исследователей допускало, что она происходит от укр. диалектного га́йстр — ‘аист’. Предполагалось также иноязычное происхождение слова.

## Внешний облик и образ жизни

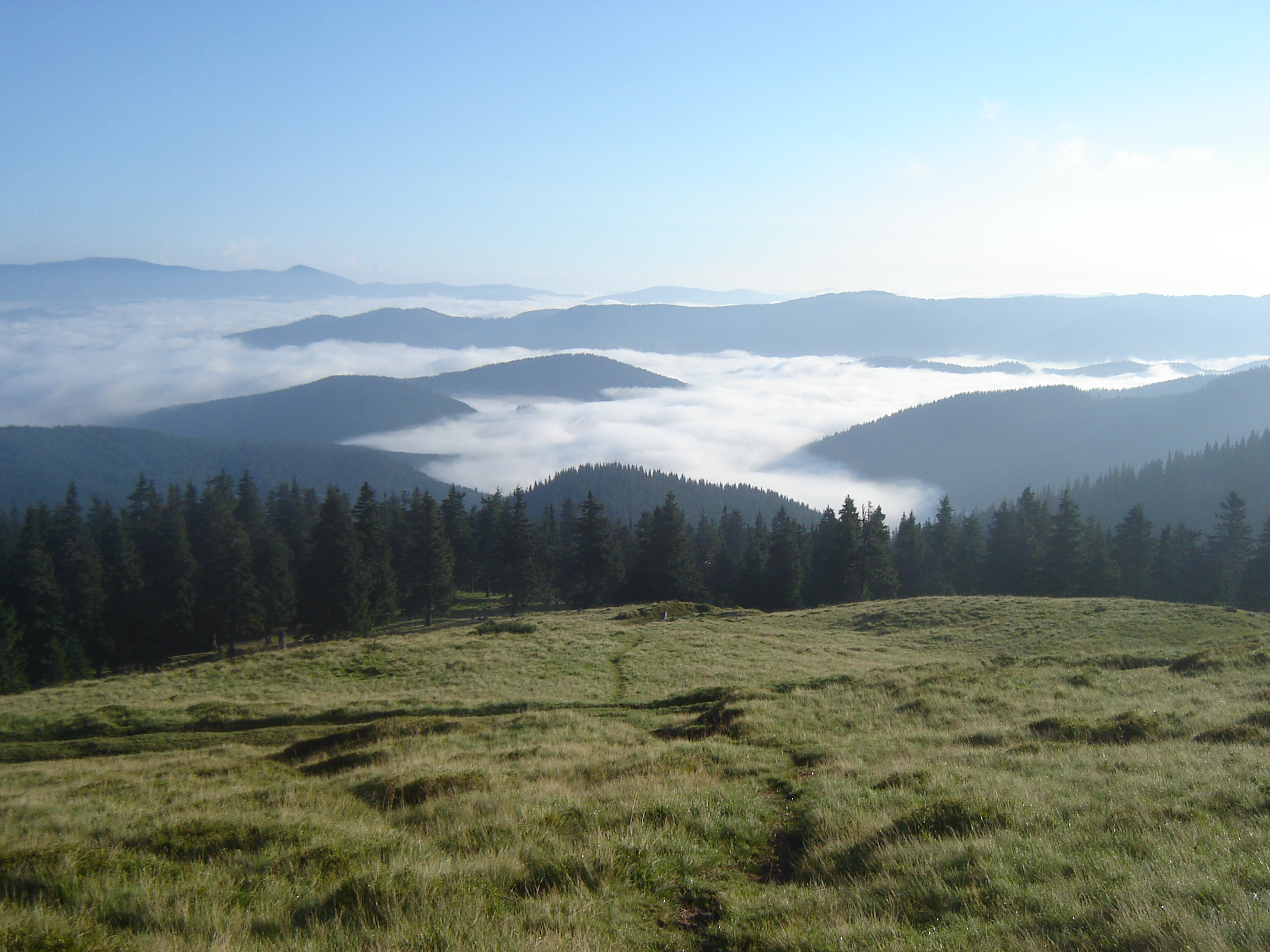
Около горы Петрос, Закарпатская область

Согласно легенде, чугайстер был когда-то давно обычным человеком. Он чем-то сильно навредил своему соседу и тот проклял его, чтобы он жил в лесу до скончания веков и не был способен умереть. Под силой проклятья чугайстер покинул родной дом и побрёл прочь. С тех пор он так и бродит в одиночестве по тёмным густым лесам и диким вершинам гор и летом, и зимой, и никто не может ему навредить — ни человек, ни зверь. За много лет одежда его износилась, и чугайстер ходит теперь голым. У него длинные волосы и белая борода, обросшее белой или чёрной шерстью тело, так что человека в нём узнать очень трудно. Обыкновенно чугайстер представлялся великаном: здоровый, ростом с ель — от двух до семи метров в высоту. Есть указания, что у него синие глаза или глаза как у жабы, что он беззубый и шепелявый, что у него когти на ногах или даже копыта. Иногда чугайстра описывали одетым в белую одежду. Есть легенды, согласно которым есть только один лесной человек, или что чугайстрами стали семь братьев, или что существует всего три или четыре чугайстра.
Его могли представлять и как небольшого духа, который носится в виде сильного ветра или вихря и валит лес. Ветер, сильный дождь, гром, град и ненормальное движение луны на небе могли служить признаками присутствия чугайстра. Чтобы сделать град, лесной человек замораживает озеро, затем перетирает лёд на куски и поднимает их ввысь, неся куда ему угодно.
Считалось, что лесной человек всегда живёт в лесу, а на поле и в деревнях он не показывается, так как там ему воздух «не сладок». Активен он преимущественно ночью. По некоторым поверьям, лесной дед имеет своё хозяйство. Однако, упоминания о его семье не зафиксированы. Лесные звери находятся у него в услужении, например, лиса и волк ходят ему за водой. Часто считалось, что у чугайстра весёлый нрав, он любит танцевать, петь и играть на свирели. Рассказывали также, что он быстро бегает на одной ноге или что он может оторвать свою ногу и рубить ей дрова. Спит он, свернувшись клубком, или в глухой чаще или в сухих листьях и ветках, или около оставленного людьми кострища. В последнем случае он может представляться в виде змеевидного существа, свернувшегося вокруг костра колесом.
По народным представлениям, чугайстер охотится на лесных русалкоподобных женских духов (лесных дев): нявок/мавок/майек, лесовиц, поветруль, лесных ведьм, лесных, красных, бесиц. Зная тропы, по которым они ходят, он прячется в листве и ждёт, когда появится его жертва. Когда она проходит мимо, он выскакивает, хватает её и разрывает пополам (наступив на одну ногу и потянув за другую), а потом ест. По некоторым гуцульским представлениям, когда лесной человек преследует своих жертв, его сопровождает сильный ветер. Чугайстер сердится, если его жертва пытается убежать и спрятаться, его громкий голос раскатывается завыванием бури в вершинах деревьев. Пытаясь скрыться, нявки могут забегать в колыбы (сезонные домики в горах), и даже просить у людей спрятать её от преследователя, но чугайстер настигает их и там. Чтобы подобраться к поветрулям, лесной человек мог превратиться в волка, так как те не боятся волков. Иногда в лесу можно услышать, как плачет убиваемая поветруля. По одному объяснению, лесной человек охотится на поветруль, так как те глумятся над ним, изображая его крик, — от этого происходит лесное эхо. Своей охотой на лесных дев чугайстер предотвращает вред, который они могут нанести людям, особенно работающим в лесу мужчинам. Было поверье, что если бы не чугайстры, то «красных» бы развелось столько, что они уничтожили бы людей. Функцию поимки и разрывания лесных ведьм в Карпатах приписывали также оперу́ и диким людям.

## Чугайстер и человек
Обычно указывается, что чугайстер не опасен для людей и даже относится к ним с симпатией, здоровается при встрече и призывает не бояться его. Он любит погреться, поболтать и покурить у людского костра в лесу, пожарить на нём пойманных и насаженных на палку как на шампур нявок. Зимой же чугайстер, чтобы согреться, мог залезать в дымоход в колыбе и петь там ветром. В одной бывальщине чугайстер был замечен у очага в колыбе проснувшимся овчаром, который, будучи человеком «знающим», ударил перед ним по полу топором обухом вниз, получив таким образом власть над ним, и приказал сесть на лезвие, а затем схватил мизинцами и не отпускал, пока чугайстер не предупредил о завтрашнем нападении медведей и волков на стадо. В другой истории чугайстер увлекает лесоруба в неистовый танец, припевая при этом: «Людже люджем играют-сьпівают, а ми собі такой так, такой так!»; натанцевавшись вволю, он отпустил испуганного человека, успевшего износить в танце пару новых постол; но человек мог и не выдержать быстрый темп танца чугайстра и умереть или отлететь прочь, например, в реку.
В селе Быстрец Ивано-Франковской области считали, что чугайстер пасёт своих и людских коз на полонине (горной равнине) Гаджина. Там же считали, что чугайстер покровительствует мастерам. Карпатские лесорубы оставляли в жертву чугайстру, зная о его высоком росте и беззубости, на матице (потолочной балке) суп кулеш и кашу бануш, исчезновение их рассматривалось как доказательство прихода чугайстра и уничтожения им злых духов в колыбе. Овчары обращались к лесному человеку, предварительно помолившись Богу, чтобы он не бил скот градом, скотарки для этого ставили ему на перекрёстке соль с куском хлеба в тряпке. Есть сказка, в которой чугайстер проучил обманувшего слугу пана, напустив на него медведя, так что пан при бегстве растерял всю одежду. В одной легенде к деду-чугайстру пришла женщина, которая не могла забеременеть, и он помог ей, подарив двух дочек, но они не могли одна без другой — одна была без рук, а другая без глаз, и они символизировали умственную и физическую работу. Чугайстер мог помочь заблудившемуся человеку выйти из леса.
Гуцулы считали, что если лесной человек увидит ночью огонь в колыбе, то направляется к ней и зовёт: «Гой, гой, гой!». Но отвечать ему, как и всем духам, нельзя, так как ответ соединяет человеческий мир с миром духов; ответившего лесной человек может «путнуть» (то есть наслать на него болезнь) или удушить. Лесной человек сам зайдёт в колыбу и проверит в порядке ли палки, которыми поправляют огонь и мешают кулеш, достаточно ли воды в вёдрах. Если ему всё понравится, то он сядет на пень перед огнём, говоря «Ой, здесь согреюсь…», и будет задавать разные вопросы спящим людям, например, «Гей, ты спишь?», на них опять же не нужно отвечать. Если же ему что-то не понравится, то он может начать пугать стадо, бить градом или «путнет» .При отсутствии в доме запаса воды чугайстер мог забрать с собой ребёнка (С. Г. Пушик предполагает, что с целью защитить того от возможного пожара).
По другим представлениям, чугайстер не любит и даже презирает деревенских жителей, за исключением разве что тех, кто много времени проводит в лесах и «знает лесные обычаи». В жизнь остальных людей он обычно не вмешивается, но если кто-то помешает ему, то может жестоко отомстить. Согласно ряду историй, чугайстер мог представлять опасность для человека. Считалось, что нельзя кричать и свистеть в лесу, так как можно выкликать чугайстра. Сам же он любит кричать в лесу «гомутом» (шумом), особенно по ночам и в полдень, но отвечать ему нельзя, а то может «путнуть». Лесной человек мог «заманить» прохожего и заставить блуждать по лесу; против этого якобы помогало выворачивание на себе одежды. В одной истории чугайстер наказал женщину, ругавшую его у себя дома, отхлестав её лохмотьями до сильного страха, который пришлось снимать у знахаря. Рассказывали, что один человек пытался застрелить чугая, но тот просто исчез.
Записана история о том, как можно увидеть лесного человека. Нужно купить новый мешок и в месте, где сходятся границы двух полонин, в полночь залезть в него вдвоём, так чтобы головы торчали из него в разные стороны, а тел было не видно. Лесной человек по ночам будет обходить полонины и, наткнувшись на мешок, станет прогонять сидящих в нём с дороги, так как обойти он его не может, что вообще характерно для нечистой силы. При этом нужно лежать тихо и не двигаться. Тогда лесной человек скажет: «Целую Свидову я исходил, все 77 полонин, но такого чуда не встречал: две головы — один труп», — и уйдёт.

## Родственные персонажи

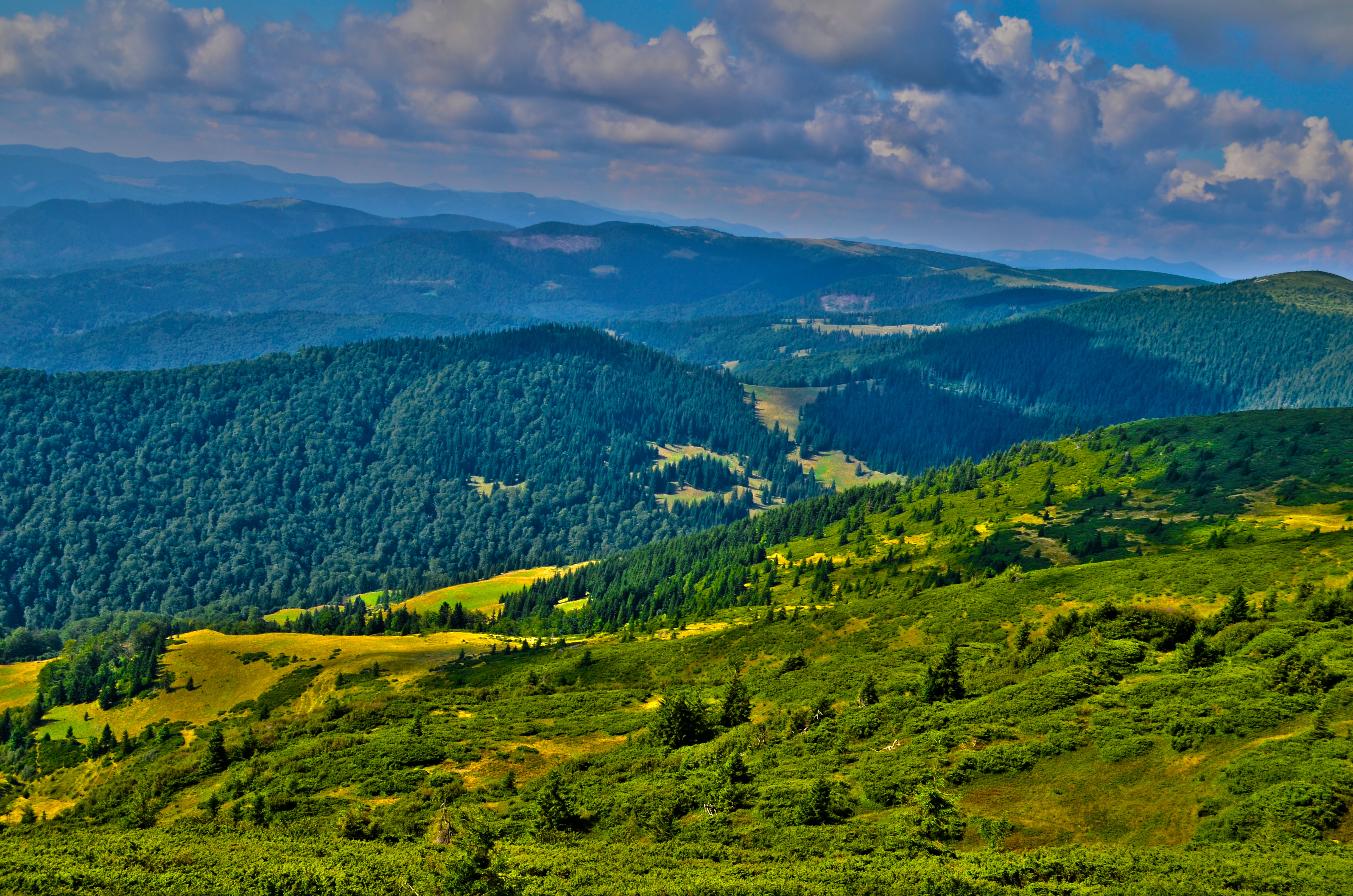
Раховский район, Закарпатская область

Представления о чугайстре, по-видимому, берут корни в анимистичных и антропоморфичных взглядах на явления природы. Рядом черт чугайстер имеет сходство с восточнославянским лесовиком (лешим) и славянскими и западными дикими людьми. С. Г. Пушик проводит также параллели между образом чугайстра и образами снежного человека, Бабы Яги, аиста, медведя, ряда языческих богов (прежде всего Велеса) и христианских святых. Сравнением с богами и святыми исследователь пытается доказать божественный статус данного мифологического персонажа. О. И. Шалак предполагает связь чугайстра с образами предка-покровителя и домового.
Слово чугайстер может использоваться также в качестве ругательства или сравнения по отношению к непослушным и непоседливым детям и «волосатым» людям.

## В современной культуре
Чугайстер встречается в ряде украинских художественных произведений, в том числе детских. Авторы добавили много нового к дошедшему до нас по фольклорным сведениям образу. В художественную литературу чугайстер вошёл благодаря классической повести «Тени забытых предков» (1911) Михаила Коцюбинского, в которой главный герой отвлекает чугайстра, пригласив того на танец, чтобы тот не навредил мавке, явившейся ему в виде его возлюбленной. Пожирающий мавку чугайстер упоминается в драматической поэме «Ніч на полонині» (1941) Александра Олеся. Поэма «Сказка про Чугайстра» (1971) Платона Воронько, хотя и наполнена сказочностью, но чугайстром в ней является реальный человек — командир-красноармеец, борющийся с пособниками оккупантов. Из постсоветских произведений можно отметить сказку «Танок Чугайстра» (2008) Александра Дерманского, на страницах которой мольфар превращает парня в чугайстра, чтобы он наказал нявок, которые напали на его внучку. В кавере «Пісня Чугайстра» (2007) группы «Тінь Сонця» на песню «Twilight Sun» «Gods Tower» одинокий зачарованный Лесовик-Чугайстер бродит по Чернобыльской зоне. 
Псевдоним Чугайстер в 1944 году взял командир Тернопольського куреня УПА Илярий Лютый (1912—1945). ВИА «Тайстра», действующий музыкальный коллектив из города Яремче, в 1972—1975 годах носил название ВИА «Чугайстры». Проводился фестиваль этнической музыки «Тайстра Чугайстра» во Львове.

## Комментарии
1. ↑  В одноимённом фильме Сергея Параджанова 1964 года чугайстер не появляется.
2. ↑  В 1978 году по ней снят одноимённый мультфильм Ефрема Пружанского.
3. ↑  Кавер имеет две версии — на украинском и белорусском языках. В англоязычном оригинале Чугайстер не упоминается.